# Вельондкі
Вельондкі (пол. Wielądki) — село в Польщі, у гміні Коритниця Венґровського повіту Мазовецького воєводства.
Населення — 194 особи (2011).
У 1975-1998 роках село належало до Седлецького воєводства.

## Демографія
Демографічна структура станом на 31 березня 2011 року:
|          | Загалом | Допрацездатний вік | Працездатний вік | Постпрацездатний вік |
| -------- | ------- | ------------------ | ---------------- | -------------------- |
| Чоловіки | 96      | 26                 | 56               | 14                   |
| Жінки    | 98      | 22                 | 49               | 27                   |
| Разом    | 194     | 48                 | 105              | 41                   |